# Bardol, Indi
Bardol là một làng thuộc tehsil Indi, huyện Bijapur, bang Karnataka, Ấn Độ.